# Isola Sturge
L'Isola Sturge è una delle tre isole principali del gruppo disabitato delle Isole Balleny situato nell'Oceano Antartico. Si trova a 25 km a sud-est dell'Isola Buckle e a 95 km a nord-est del Pumto Belousov sulla terraferma antartica. L'isola fa parte della dipendenza di Ross, rivendicata dalla Nuova Zelanda.

## Descrizione
L'isola ha una forma approssimativa di parallelogramma, con lunghe coste orientali e occidentali e coste più corte rivolte a nord-ovest e sud-est. Di origine vulcanica, è larga circa 12 km, con una lunghezza massima di 37 km, tra Capo Freeman a nord e Capo Smyth a sud. È per lo più coperta da ghiaccio e neve durante tutto l'anno. Il punto più alto dell'isola raggiunge 1.705 m con lo stratovulcano non scalato Brown Peak, il punto più alto della catena Balleny.

## Scoperta e denominazione
Le isole Balleny furono scoperte dal marinaio britannico John Balleny nel 1839. L'isola di Sturge prende il nome da Thomas Sturge, uno dei mercanti londinesi che avevano finanziato la spedizione di Balleny.